# Miejskie Przedsiębiorstwo Komunikacji w Sieradzu
Miejskie Przedsiębiorstwo Komunikacji w Sieradzu – przedsiębiorstwo zajmujące się transportem zbiorowym, autobusowym na terenie Sieradza i okolic od 1976 roku. Obsługuje 12 linii, w tym miejskie, podmiejskie i międzymiastowe.
Do roku 2019 MPK Sieradz obsługiwało miasto Sieradz oraz gminę Sieradz. W 2019 wójt gminy Jarosław Kaźmierczak zerwał umowę z MPK.

## Kalendarium
- 21.11.1975 - Zawarcie umowy pomiędzy Wojewódzkim Przedsiębiorstwem Gospodarki Komunalnej i Mieszkaniowej w Sieradzu a Instytutem Kształtowania Środowiska w Warszawie, na podstawie której sporządzono program uruchomienia komunikacji zbiorowej
- 08.04.1976 – pierwsze 4 pojazdy trafiają do przedsiębiorstwa
- 29.04.1976 – przedsiębiorstwo otrzymuje kolejne dwa autobusy
- 02.05.1976 – odbyły się pierwsze kursy nowo utworzonych linii autobusowych
- 04.06.1976 – rozpoczęcie budowy budynków zaplecza technicznego
- 1977 – ZKM posiada 23 autobusy, obsługujące 5 linii o łącznej długości 42 km
- 27.12.1977 – utworzono Zakład Komunikacji Miejskiej, Sprzętu i Transportu Sieradz
- 1985 – zakład obsługuje 8 linii (linie 1 - 7 oraz pospieszna A).

## Linie[1]
| Numer | Trasa                                          | Uwagi                                                            |
| ----- | ---------------------------------------------- | ---------------------------------------------------------------- |
| 1     | Mickiewicza ↔ Sadowa                           | Nie kursuje w niedziele i święta z wyjątkiem 1 XI                |
| 2     | Topolowa ↔ Sosnowa                             |                                                                  |
| 3     | Krakowskie Przedmieście ↔ Wolska IV            |                                                                  |
| 4     | Mickiewicza ↔ Krakowskie Przedmieście          | Nie kursuje w soboty, niedziele i święta                         |
| 5     | Topolowa ↔ Wojska Polskiego VI                 | Nie kursuje w soboty, niedziele i święta                         |
| 6     | Sadowa ↔ Sadowa                                | Linia okrężna, nie kursuje w wakacje, soboty, niedziele i święta |
| 7     | Warneńczyka ↔ Uniejowska                       |                                                                  |
| 9     | Sadowa ↔ Broniewskiego I                       | Kursuje tylko w niedziele i święta                               |
| 11    | Wolska IV ↔ Wolska IV                          | Linia okrężna, nie kursuje w wakacje, soboty, niedziele i święta |
| E     | Armii Krajowej/Szpital ↔ Zduńska Wola-Szkolna  | Nie kursuje w soboty, niedziele i święta                         |
| Z     | Armii Krajowej/Szpital ↔ Zduńska Wola-Leśmiana |                                                                  |
| 2BS   | Broniewskiego I ↔ Uniejowska                   | Kursuje tylko w dni nauki szkolnej                               |

## Tabor[2]
| Model autobusu                                                 | Eksploatacja od                                                | przewóz osób na wózkach                                        | Liczba |
| -------------------------------------------------------------- | -------------------------------------------------------------- | -------------------------------------------------------------- | ------ |
| Jelcz M081MB                                                   | 2000                                                           | przewóz osób na wózkach                                        | 1      |
| MAN EL283                                                      | 2009                                                           | przewóz osób na wózkach                                        | 4      |
| MAN NM223.3                                                    | 2014                                                           | przewóz osób na wózkach                                        | 1      |
| Solaris Urbino 10                                              | 2011                                                           | przewóz osób na wózkach                                        | 11     |
| Solaris Urbino 10,5                                            | 2017                                                           | przewóz osób na wózkach                                        | 3      |
| ARP PILEA 10E                                                  | 2023                                                           | przewóz osób na wózkach                                        | 6      |
| Liczba pojazdów                                                | Liczba pojazdów                                                | Liczba pojazdów                                                | 26     |
| Udział autobusów niskopodłogowych i niskowejściowych we flocie | Udział autobusów niskopodłogowych i niskowejściowych we flocie | Udział autobusów niskopodłogowych i niskowejściowych we flocie | 100%   |